# Ангуес
Ангуес (ісп. Angüés) — муніципалітет в Іспанії, у складі автономної спільноти Арагон, у провінції Уеска. Населення — 431 особа (2009).
Муніципалітет розташований на відстані близько 350 км на північний схід від Мадрида, 21 км на схід від Уески.
На території муніципалітету розташовані такі населені пункти: (дані про населення за 2009 рік)
- Ангуес: 276 осіб
- Беспен: 86 осіб
- Велільяс: 67 осіб

## Демографія
Динаміка населення (INE ):